# Friedenskirche (Berlin-Westend)

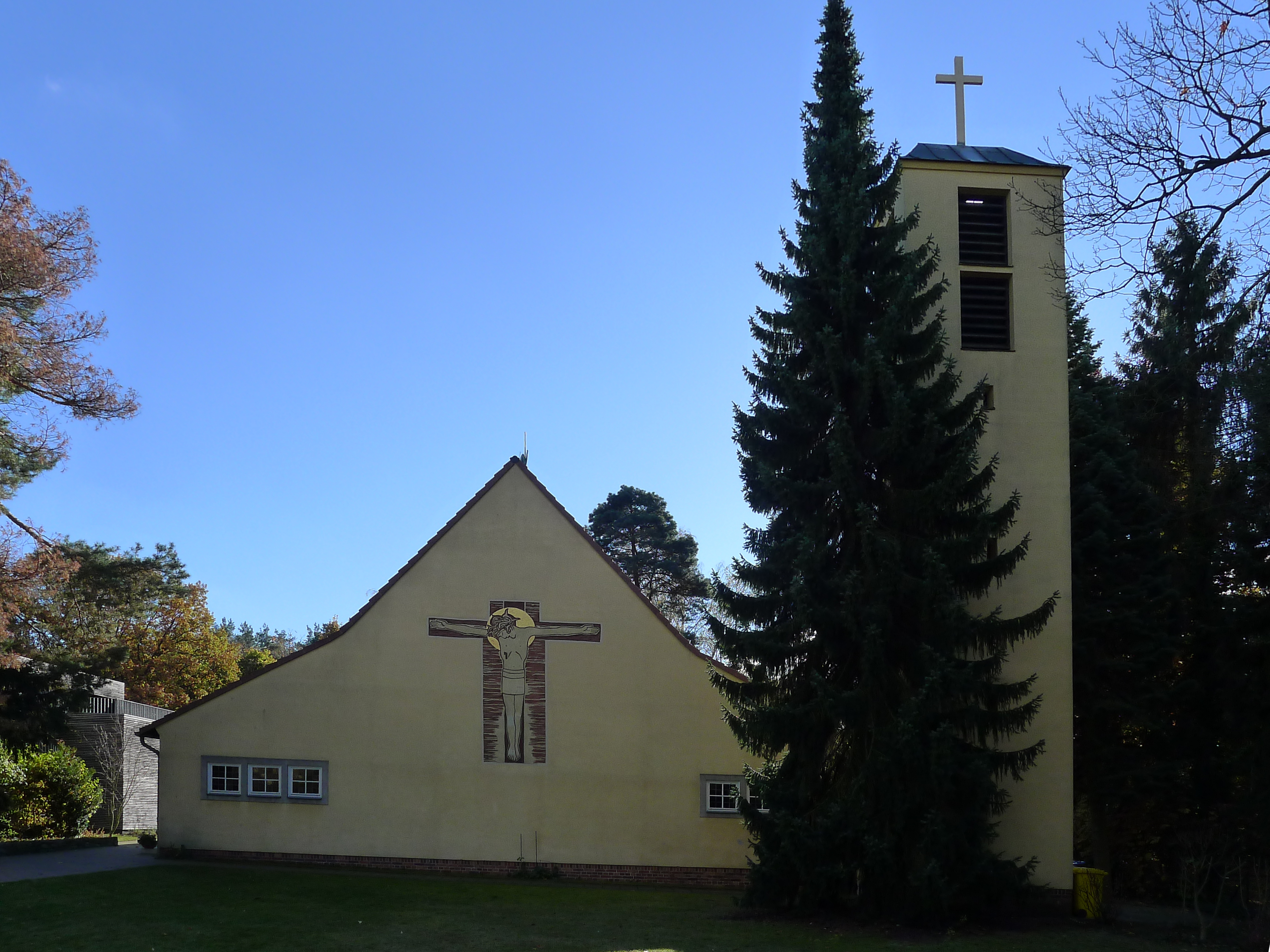
Friedenskirche

Die evangelische Friedenskirche ist ein Kirchengebäude im Stil der beginnenden Moderne, der sogenannten Heimatschutzarchitektur, im Berliner Ortsteil Westend des Bezirks Charlottenburg-Wilmersdorf in der Tannenbergallee 6. Sie wurde nach Plänen des Architekten Emil Fangmeyer unter Verwendung eines Ateliergebäudes errichtet. Die Kirche steht mit dem Glockenturm unter Denkmalschutz.

## Geschichte
Die ältesten Häuser der Siedlung Heerstraße im Westen Charlottenburgs stammen von 1909. Nach dem Ende des Ersten Weltkriegs entstand die Siedlung in ihrer heutigen Form. Mit zunehmender Bebauung wuchs auch die Zahl der Gemeindemitglieder. Daher wurde am 1. Juli 1919 als zweite Filiale der Epiphanien-Gemeinde für das Wohngebiet an der Heerstraße die Friedensgemeinde gegründet. Zunächst fanden die Gottesdienste noch in der Epiphanienkirche statt, seit dem 14. Oktober 1923 dann in der Waldschule. 1926 erwarb die Kirchengemeinde für 70.000 Mark (kaufkraftbereinigt in heutiger Währung: rund 324.000 Euro) das 1567 m2 große Grundstück Tannenbergallee Nr. 6, auf dem sich seit 1916 das Atelier des Bildhauers Wilhelm Wandschneider befand, und baute das Fachwerkhaus zu einer Notkirche um. Die großen Glasfenster zur Straße blieben unverändert. Die Kapelle hatte noch kein Kirchengestühl, sondern ca. 120 Stühle. Der erste Gottesdienst fand bereits am 7. Februar 1926 statt. Fangmeyer, ein Mitglied der Gemeinde wie auch der bauausführende Unternehmer, fügte 1928 dem Landhaus zunächst einige niedrig gehaltene Anbauten mit Dachüberständen hinzu, 1932 wurde dann von ihm der Baukörper zu der heutigen Größe von 470 m2 überbauter Grundstücksfläche erweitert. Die Glasfront zur Tannenbergallee wurde entfernt und das Kirchenschiff verlängert. Ferner wurden die Querarme angefügt. 150 neue Plätze wurden so geschaffen. Auch eine Empore für eine Orgel entstand, auf der 30 weitere Personen Platz fanden. Anstelle des hölzernen Glockenstuhls entstand seitwärts der Campanile. Für die Bauarbeiten und die Innenausstattung standen 60.000 Mark zur Verfügung. Während der Umbauarbeiten fanden die Gottesdienste wieder in der Waldschule statt. Die Einweihung der Kirche „Berlin-Heerstraße“ fand am 9. Oktober 1932 statt, den Namen „Friedenskirche“ erhielt sie erst 1962.
Die Gemeinde hatte ursprünglich große Pläne für den Neubau einer Kirche. Nach einem Modell von Otto Bartning sollte eine längsrechteckige, spitztonnengewölbte Kirche mit einem schmalen filigranen Glockenturm an der Heerstraße Ecke Kranzallee entstehen. Sein Vorschlag wurde wegen zu ausgeprägter Modernität abgelehnt. Ein weiterer Vorentwurf von ihm, nunmehr für ein ins Auge gefasstes Grundstück Waldschulallee Ecke Harbigstraße, konnte aus finanziellen Gründen nicht ausgeführt werden.
Die im Zweiten Weltkrieg beschädigte Kirche wurde 1947–1949 von Fangmeyer wiederhergestellt. Die Gemeinde unterhält noch zwei weitere Predigtstätten, eine in Eichkamp, die andere in Ruhleben. Das alte Pfarrhaus, 1929 von Erich Blunck erbaut, wurde 2001 verkauft. Ein moderner Neubau entstand neben der Friedenskirche.

## Baubeschreibung
Der grau verputzte Mauerwerksbau besteht aus einem hohen Langhaus unter einem Satteldach und einem niedrigen, mit Schleppdächern bedeckten Querschiff, von dem Nebenräume abgehen. Harold Bengen schuf an der Giebelwand zur Straße ein dreifarbiges Kruzifix-Sgraffito, weitere Arbeiten von ihm, wie die Wandmalerei hinter dem Altar, wurden im Krieg zerstört. Seit 1960 wird das Walmdach des Kirchturms durch ein vergoldetes Kreuz geschmückt. Der bisher dort stehende Wetterhahn befindet sich jetzt auf dem Kirchendach.

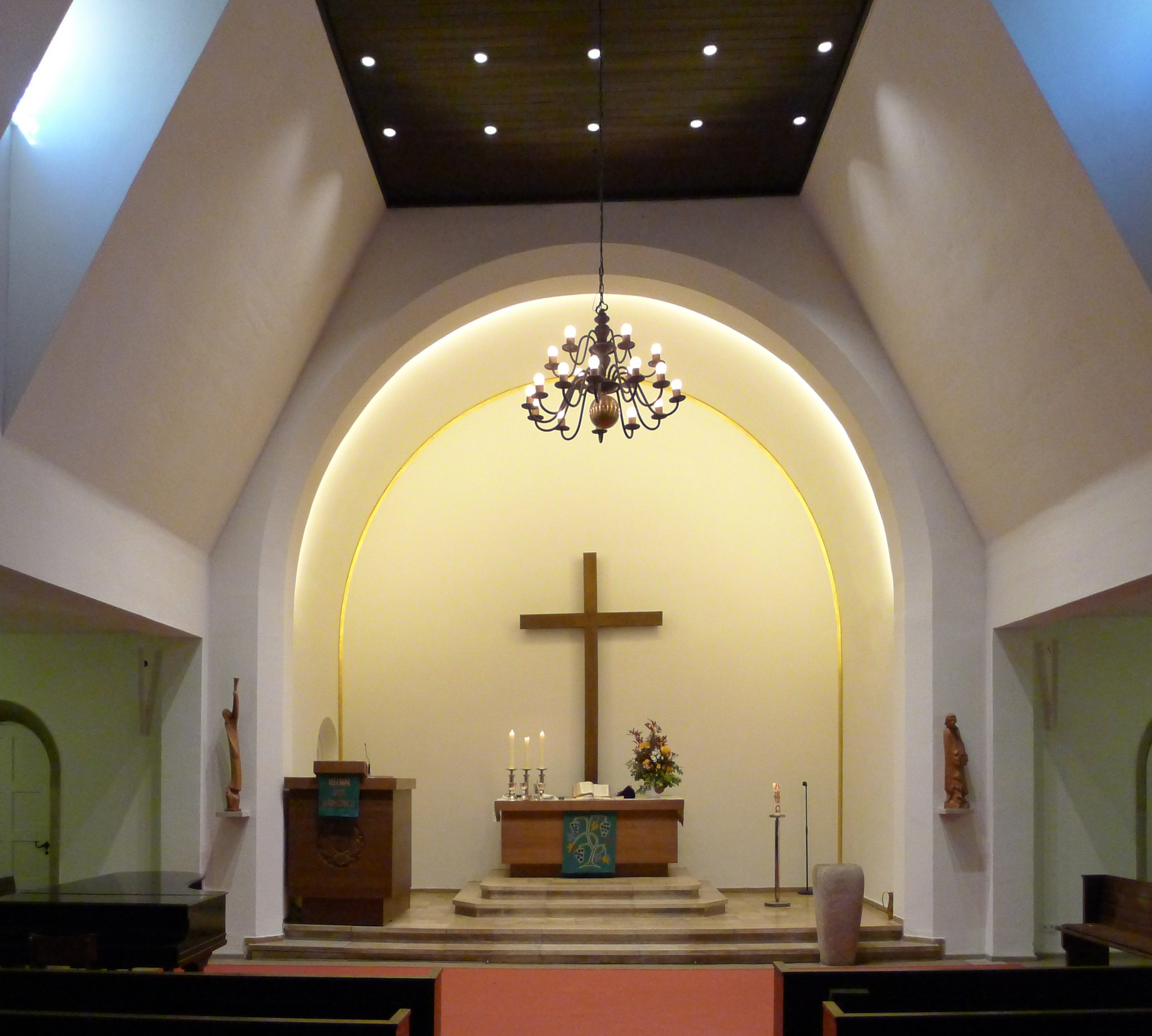
Altarraum

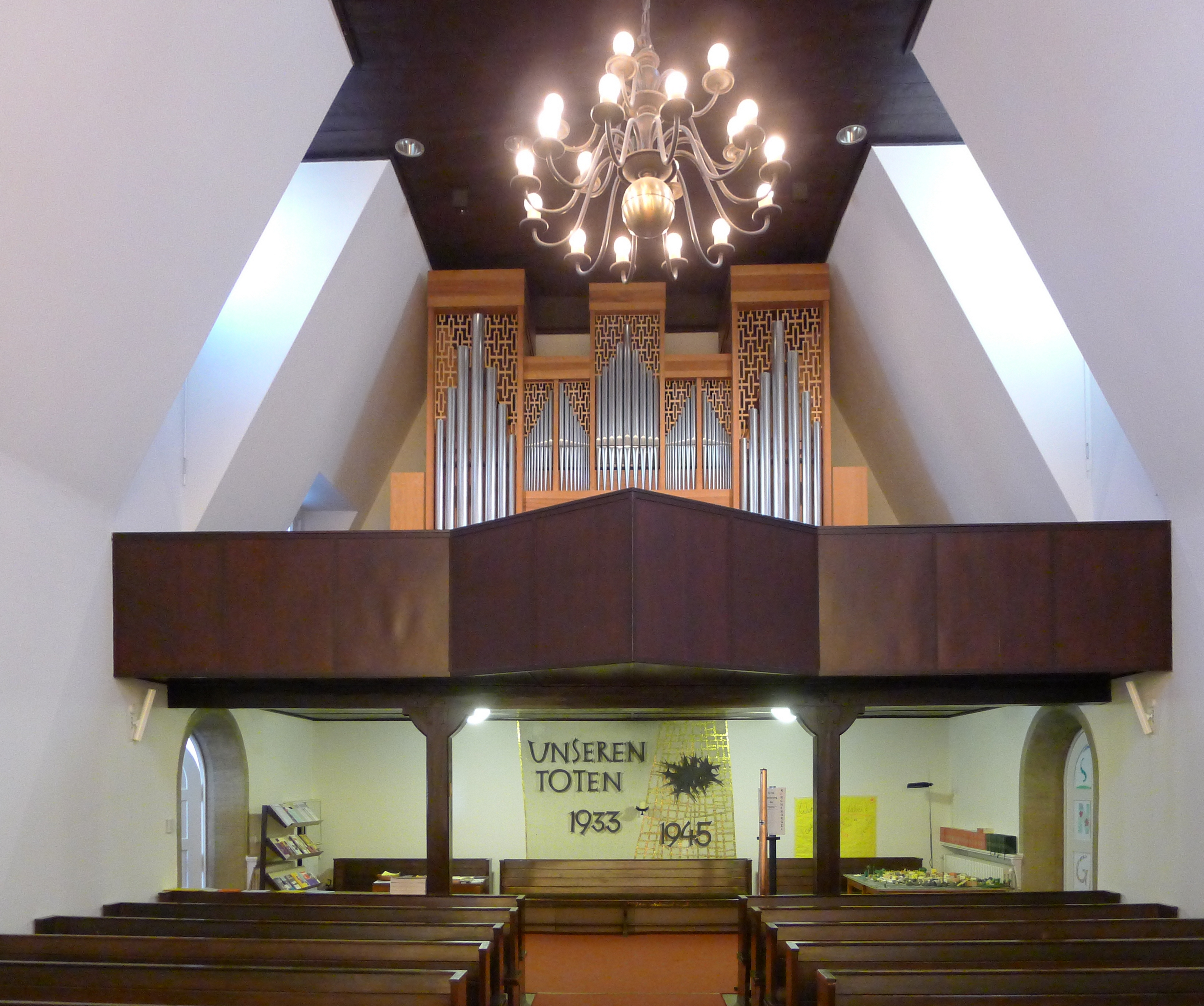
Blick zur Orgel

Das Langhaus ist mit einem trapezförmigen Gewölbe versehen, das seitlich durch das Satteldach und oben durch eine Flachdecke gebildet wird.
Der Kirchenraum erhält wenig Tageslicht durch die Fenster von den Dachgauben, drei auf jeder Seite. Zwei Kronleuchter und mehrere Reflektor-Glühlampen an der Decke erhellen zusätzlich das Kirchenschiff. Der eingezogene, tonnengewölbte Chor, vom Langhaus durch einen Triumphbogen getrennt, wird indirekt beleuchtet.

## Ausstattung
Zwei Stufen führen in den Altarraum, in dem sich die Kanzel befindet, zwei weitere zum hölzernen Altar. An der Wand hinter ihm hängt ein schlichtes Holzkreuz.
Um 1970 wurden vier Statuen aus Holz des Bildhauers Otto Flath in der Kirche aufgestellt. Dargestellt werden St. Michael, der Heilige Franz, Elija und ein Posaunenengel.
Am 12. September 1982 wurde die neue Orgel mit 16 Registern, verteilt auf zwei Manuale und Pedal, und 934 Pfeifen eingeweiht, die von der Firma Freiburger Orgelbau Hartwig und Tilmann Späth stammt. 2011 erfolgte eine Überholung durch Michael Fischaleck. Die alte Orgel kam in das Gemeindehaus Eichkamp.

## Glocken
Von den zwei Bronzeglocken ging die große im Krieg verloren, die kleine hängt heute in der Evangelischen Kirche Treschklingen. Drei neue Eisenhartgussglocken, die speziell konkav gewölbt sind, wurden im Jahr 1952 von Franz Weeren gegossen.
| Glocke | Schlagton | Masse  | Durchmesser | Höhe  |
| ------ | --------- | ------ | ----------- | ----- |
| 1      | a′        | 504 kg | 105 cm      | 72 cm |
| 2      | cis″      | 236 kg | 081 cm      | 56 cm |
| 3      | e″        | 160 kg | 071 cm      | 50 cm |